# Santuario della Madonna del Rumore
Il santuario della Madonna del Rumore è una chiesa situata nel comune di Rimella e si trova sulla strada carrozzabile alla confluenza dei torrenti Landwasser e Enderwasser. Appartiene alla diocesi di Novara. Il nome dell'edificio religioso è dovuto al fragore delle acque torrentizie che vi scorrono sotto.

## Storia
La prima documentazione in cui si ha testimonianza della chiesa è stata scritta dal notaio Alberto Colombo il 27 agosto 1733 ed è custodita presso l'Archivio diocesano di Novara. Nel 1887 viene spostata l'antica cappellina e ampliato l'edificio liturgico per costruire la strada carrozzabile e ricostruire il ponte. In seguito, nel 1966, c'è la ricostruzione del santuario.

### Festa della Madonna del Rumore
La festa si svolge nel weekend di metà settembre. Al sabato sera c'è la fiaccolata che parte dalla chiesa di San Michele Arcangelo fino ad arrivare al santuario. Domenica viene celebrata la messa solenne, seguita poi dalla processione con la statua della Vergine fino alla frazione Grondo. Infine nel pomeriggio, presso la cappella della Madonna del Rumore vengono benedetti i veicoli.

## Descrizione

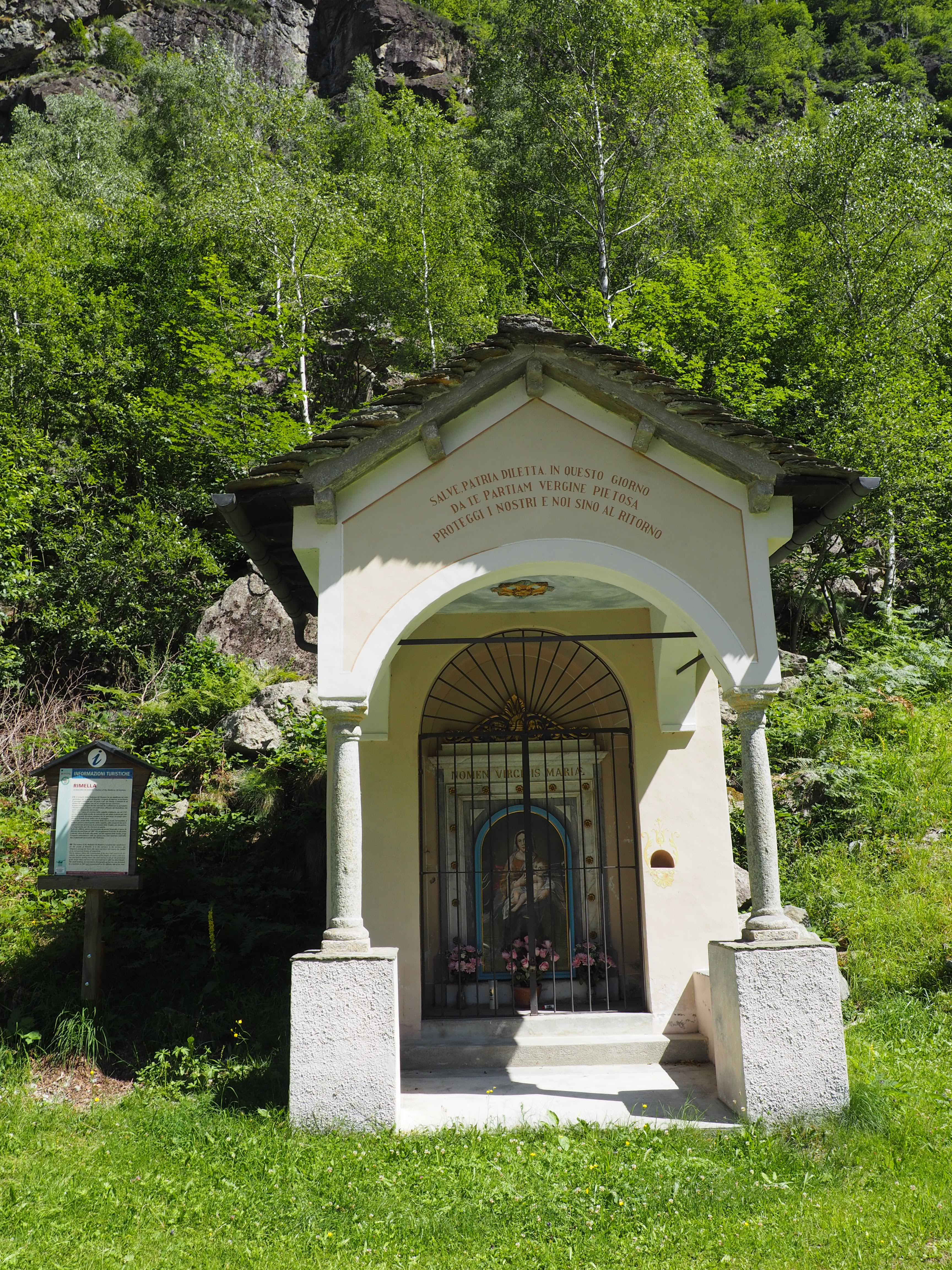
Cappelletta

L'edificio religioso è costituito da un'unica navata con un portico.
All'interno è presente la statua lignea della Vergine e un affresco rappresentante la Madonna col Bambino, già citato in un documento del XVII secolo. Di epoca più recente (XX secolo) è un affresco raffigurante la Vergine dipinto da Luciano Scolaro, un pittore di Varallo.
Sulle pareti esterne sono presenti delle epigrafi con le preghiere ai migranti: quella della partenza "Salve, patria diletta! In questo giorno da te partiam. Deh, Vergine pietosa, proteggi i nostri e noi sino al ritorno"; e quella del ritorno "Torniam, o Vergine santa e amorosa, nel suo natio nell'ambito seno, e qui stanchi, facendo breve posa di tua bontade abbiamo il cuor ripieno".
Dall'altra parte della strada si trova una piccola cappelletta al cui interno è riposta un'immagine della Vergine scolpita da Giovanni Vogliano, un artista di Varallo.